# Fréquence cyclotron
Pour les articles homonymes, voir fréquence (homonymie).
En physique, le terme de fréquence cyclotron ou pulsation gyromagnétique désigne la pulsation (aussi nommé fréquence angulaire) qu'acquiert une charge plongée dans un champ magnétique. Cette fréquence s'écrit en fonction de l'intensité B du champ magnétique, de la masse m de la particule considérée (en général un électron) et sa charge électrique q selon la formule :
{\displaystyle \omega ={\frac {|q|B}{m}}}.
Un cyclotron fonctionne suivant le principe d'un électron tournant dans un champ magnétique à la fréquence cyclotron. 
Une particule chargée plongée dans un champ magnétique va émettre un rayonnement du fait de sa trajectoire accélérée. Un tel rayonnement est appelé rayonnement cyclotron, ou, dans le cas de particules tournant à des vitesses relativistes, rayonnement synchrotron. Ceci va provoquer une usure de la trajectoire de la particule, qui ne sera plus circulaire, mais en forme de spirale de rayon de plus en plus petit. 
La théorie quantique d'un électron dans un champ magnétique s'appelle la théorie des niveaux de Landau. Elle fait apparaître une valeur critique du champ magnétique, de 4,4 × 109 teslas, pour laquelle l'écart entre les niveaux d'énergie des électrons est supérieure à leur énergie de masse.